# Villa Morero
Villa Morero was een Nederlandse talkshow, die sinds 27 augustus 2012 werd uitgezonden op SBS6. Door de lage kijkcijfers heeft SBS6 besloten geen tweede seizoen te maken en is het huis verkocht. Het was dan ook het duurste huis van Nederland.

## Plot
Martin Morero en Tante Cor ontvangen in hun luxe villa gasten die ze het hemd van het lijf vragen. De gasten blijven een weekendje slapen en gaan dan weer na een geslaagd weekend naar huis.

## Cast
| Acteur            | Personage     |
| Peter Paul Muller | Martin Morero |
| Beppie Melissen   | Cor Hogenbirk |

## Afleveringen
| Nr.                                                                                                   | Titel        | Kijkcijfers | Uitzenddatum      |  |
| --- | ------------ | ----------- | ----------------- |  |
| 1 | Aflevering 1 | 523.000     | 27 augustus 2012  |  |
| Deze week zijn rapper Lange Frans en schaatsster Ireen Wüst te gast.                                  |              |             |                   |  |
| 2 | Aflevering 2 | 440.000     | 3 september 2012  |  |
| Deze week zijn presentator en acteur Beau van Erven Dorens en presentatrice Bridget Maasland te gast. |              |             |                   |  |
| 3 | Aflevering 3 |             | 10 september 2012 |  |
| Deze week zijn zanger Nick Schilder en modeontwerpster Olcay Gulsen te gast.                          |              |             |                   |  |
| 4 | Aflevering 4 |             | 17 september 2012 |  |
| Deze week zijn illusionist Hans Klok en schrijfster Saskia Noort te gast.                             |              |             |                   |  |
| 5 | Aflevering 5 |             | 24 september 2012 |  |
| Deze week zijn zanger Simon Keizer en journaliste en presentatrice Sandra Schuurhof te gast.          |              |             |                   |  |
| 6 | Aflevering 6 | 409.000     | 1 oktober 2012    |  |
| Deze week zijn zanger Jeroen van der Boom en televisiefiguur Kelly Pfaff te gast.                     |              |             |                   |  |
| 7 | Aflevering 7 |             | 8 oktober 2012    |  |
| Deze week zijn zanger René Froger en vakbondsbestuurder Agnes Jongerius te gast.                      |              |             |                   |  |
| 8 | Aflevering 8 |             | 15 oktober 2012   |  |
| Deze week zijn schaatser Erben Wennemars en model Kim Feenstra te gast.                               |              |             |                   |  |